# Carl d’Unker

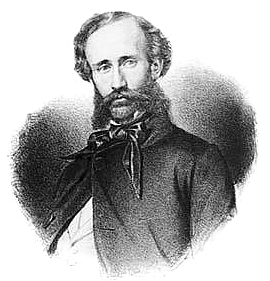
Carl Henning Lützow d’Unker, Lithografie von Abraham Lundquist

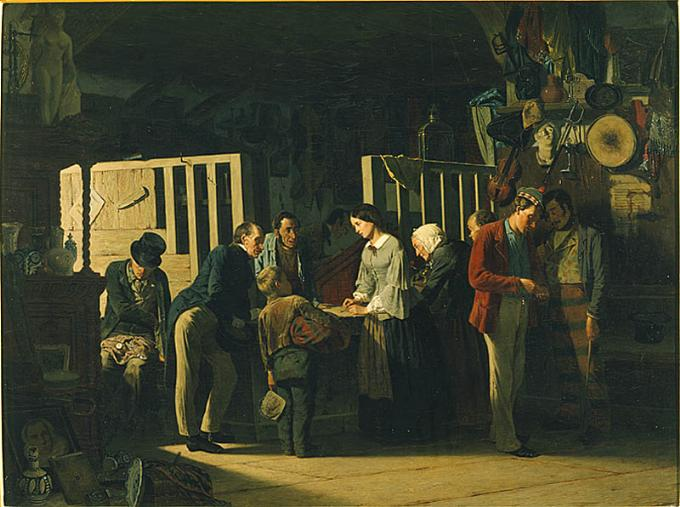
Beim Pfandleiher, zweite Fassung, 1859

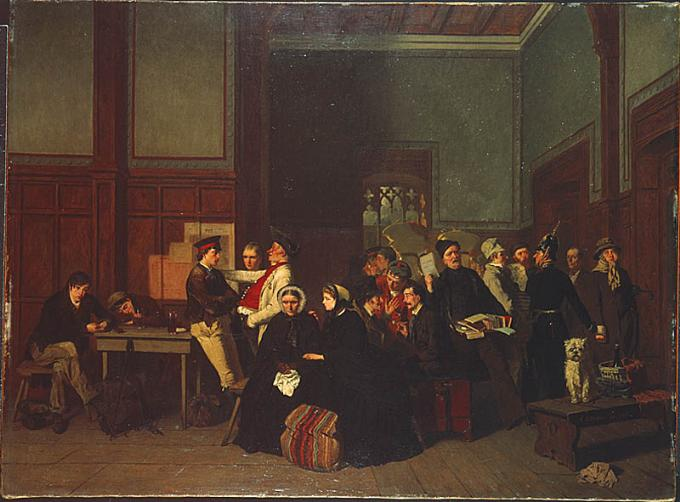
Wartesaal dritter Klasse, 1865

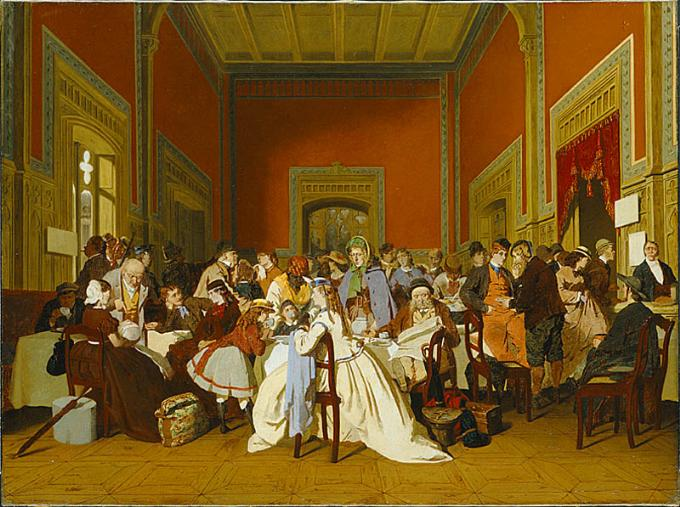
Wartesaal zweiter Klasse, ca. 1865

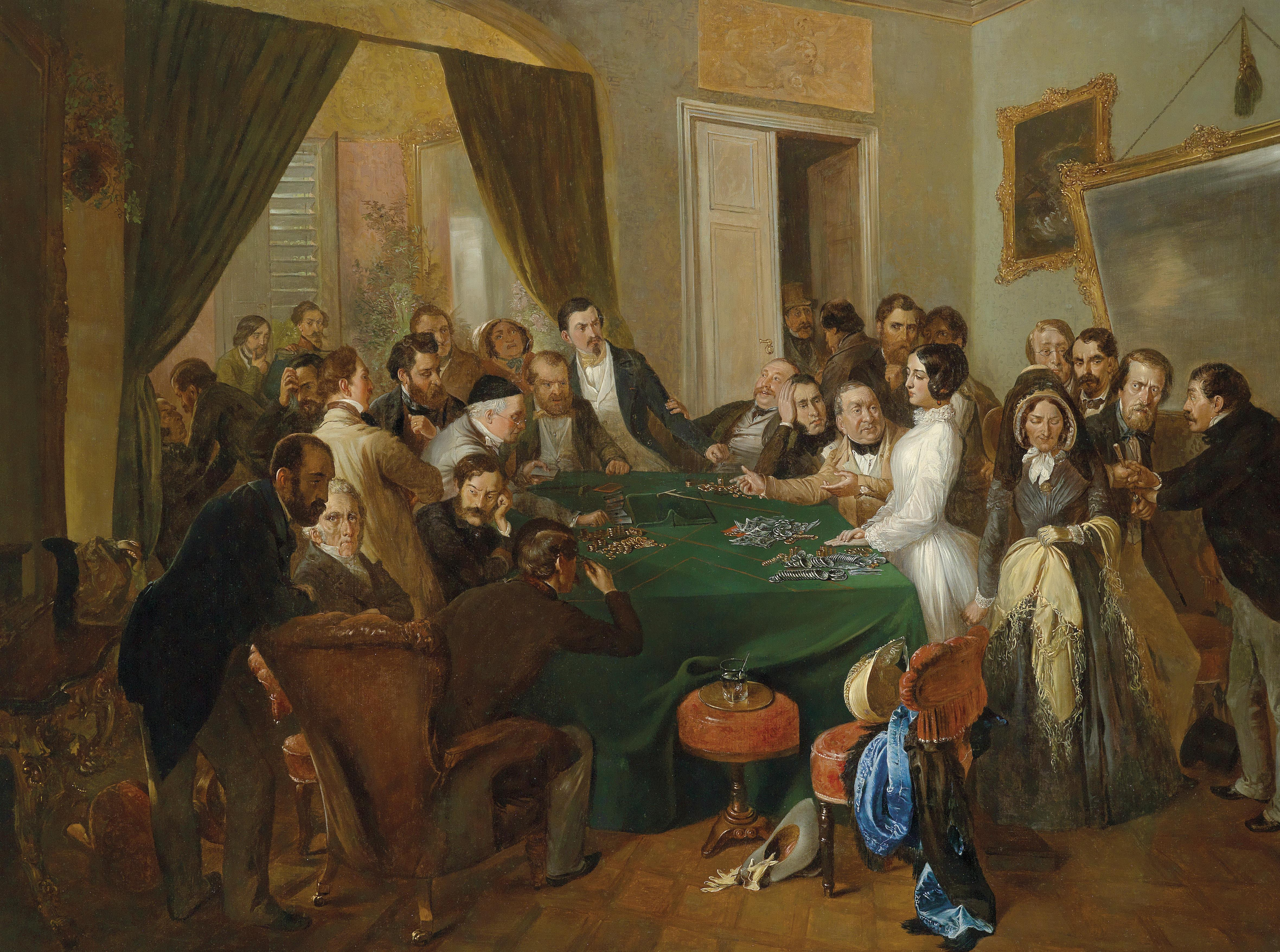
Die Kameliendame oder La traviata oder Eklat am Spieltisch, 1860er Jahre, d’Unker zugeschrieben

Der Spielsaal zu Wiesbaden, 1864

Carl Henning Lützow d’Unker, auch Karl d’Uncker (* 3. Februar 1828 in Stockholm; † 23. März 1866 in Düsseldorf), war ein schwedisch-deutscher Maler der Düsseldorfer Malerschule, dessen Werk eine sozialkritische Genremalerei kennzeichnet.

## Leben
D’Unker war Sohn des aus Norwegen stammenden Rittmeisters und Kammerherrn Carl Henning d’Unker (auch Carl Henning Lützow Dunker, 1798–1863, 1828 Adjutant des Königs Karl XIV. Johann) und dessen schwedischer Ehefrau Annette Christiane, geborene Brunstedt († 1870). Bestimmt für eine militärische Laufbahn trat er in die Königlich-Schwedische Leibgarde ein. Als dänischer Offizier nahm er 1848 am Schleswig-Holsteinischen Krieg teil. Kurz danach kehrte er nach Schweden zurück und wandte sich der Kunst zu. Der schwedische König Oskar I., der von der „nordischen Malerei“ der in Düsseldorf ausgebildeten Norweger August Cappelen, Adolph Tidemand und Hans Fredrik Gude tief beeindruckt war und eine entsprechende schwedische Malerei begründen wollte, schickte d’Unker 1850 mit einem Reisestipendium an die Kunstakademie Düsseldorf. Höchstpersönlich erklärte er seinem Stipendiaten, dass Düsseldorf der Ort sei, „der ihm für Anfänger als der beste schien“.
Dort war d’Unker der erste schwedische Maler, dem bald darauf weitere folgten, etwa Kilian Zoll, Marcus Larson, Edvard Bergh, August Malmström, Bengt Nordenberg, August Jernberg, Alfred Wahlberg und Mårten Eskil Winge. In der Akademie lernte er zwischen 1851 und 1853 bei Karl Ferdinand Sohn. Nach einem einjährigen Aufenthalt in der schwedischen Heimat kehrte d’Unker 1854 wieder nach Düsseldorf zurück. 1856 legte er zusammen mit Benjamin Vautier einen Studienaufenthalt in Paris ein, wo sie Ludwig Knaus trafen, mit dem sie in Düsseldorf ein Atelier und das gemeinsame Interesse für die Genremalerei geteilt hatten. Am 25. Juni 1859 heiratete er Clara Schnitzler, die Tochter des Düsseldorfer Architekten Anton Schnitzler, die ihm 1864 den Sohn Detlev Wilhelm Albert gebar. Eine Erkrankung des rechten Arms zwang d’Unker seit 1861 linkshändig zu malen. 1865 nahm er zusammen mit weiteren Düsseldorfer Malern am Salon de Paris teil. Die ihm vom Sammler und Großkaufmann Bengt Erland Dahlgren angebotene Leitung einer Kunstschule in Göteborg konnte d’Unker wegen seines frühen Todes im Jahre 1866 nicht antreten.

## Werk
Anstatt sich nordischen Sujets zuzuwenden, interessierte sich d’Unker besonders für die sozialkritische und psychologisierende Milieuschilderung nach dem Vorbild Johann Peter Hasenclevers. In diesem Metier wurde er „einer der originellsten und bedeutendsten schwedischen Genremaler seines Jahrhunderts“ (Ulf Abel).
Werke d’Unkers (Auswahl) sind:
- Alte Frau mit Rosenkranz (1853)
- Drei Stadtmusikanten beim Spiel (1853)[7]
- Zirkusartisten (1857)
- Violinist (1859)[8]
- Beim Pfandleiher (zweite Fassung, 1859)
- Beim Pfandleiher (fünfte Fassung, 1860)
- Mann vor dem Schaufenster (1864)
- Der Spielsaal zu Wiesbaden (1864)
- Zigeunerfamilie im Gefängnis (1864)
- Wartesaal zweiter Klasse (ca. 1865)
- Wartesaal dritter Klasse (1865)